# Ronald Graham
Ronald «Ron» Lewis Graham (Taft, California; 31 de octubre de 1935-La Jolla, California; 6 de julio de 2020) fue un matemático estadounidense, considerado por la Sociedad Matemática Americana como uno de los principales artífices del rápido desarrollo en todo el mundo de la matemática discreta en los últimos años. Es reconocido por ser el autor del Número de Graham, el número más grande usado en un problema.
Realizó trabajos importantes en la teoría de planificación, en geometría computacional, en la teoría de Ramsey, y en las sucesiones de baja discrepancia.
Se desempeñó como científico jefe en el Instituto de California para Telecomunicaciones y Tecnología de la Información —también conocido como Cal-(IT)²—, así como profesor Irwin y Joan Jacobs de Informática e Ingeniería en la Universidad de California, San Diego (UCSD).

## Biografía
En 1962 obtuvo su doctorado en matemáticas por la Universidad de California, Berkeley, y empezó a trabajar en los Laboratorios Bell,  más adelante en los Laboratorios AT&T. Fue director de ciencias de la información en los Laboratorios de la AT&T, de los que se retiró en 1999 después de 37 años en la compañía.
En un artículo de 1977 abordó un problema sobre la teoría de Ramsey, calculando un número grande como límite superior para facilitar su solución. Este número, el número de Graham, es conocido como el número más grande nunca utilizado en una prueba matemática (estuvo listado como tal en el Libro Guinness de los récords), si bien el número puede ser superado por diversos números (Cómo en el Teorema de los árboles de Kruskal). Sin embargo, el número que Ronald Graham creó, es el más grande utilizado en una prueba matemática propia.
Graham popularizó el concepto del número de Erdős, nombrado así en honor del extraordinariamente prolífico matemático húngaro Paul Erdős (1913-1996). El número de Erdős de un científico es el número mínimo de publicaciones como coautor necesario hasta enlazar con una publicación con Erdős como coautor. El número de Erdős de Graham es 1, al ser coautor de casi 30 artículos con Erdős, de quien fue un buen amigo. Erdős a menudo quedaba con Graham, y le encomendó la organización de sus escritos matemáticos e incluso de sus ingresos. Graham y Erdős visitaron al joven matemático Jon Folkman cuando fue hospitalizado por un tumor cerebral.

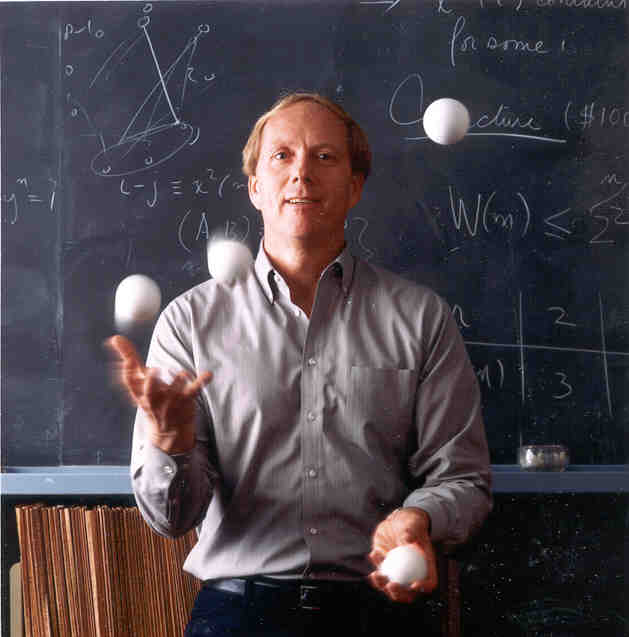
Ronald Graham haciendo malabarismos con cuatro pelotas (1986)

Entre 1993 y 1994 Graham sirvió como presidente de la Sociedad Matemática Americana. También fue presentado en el programa Ripley, ¡aunque usted no lo crea!, no solo como "uno de los matemáticos más importantes del mundo", sino también como "un altamente especializado trampolinista y malabarista", y expresidente de la Asociación Internacional de Malabaristas.

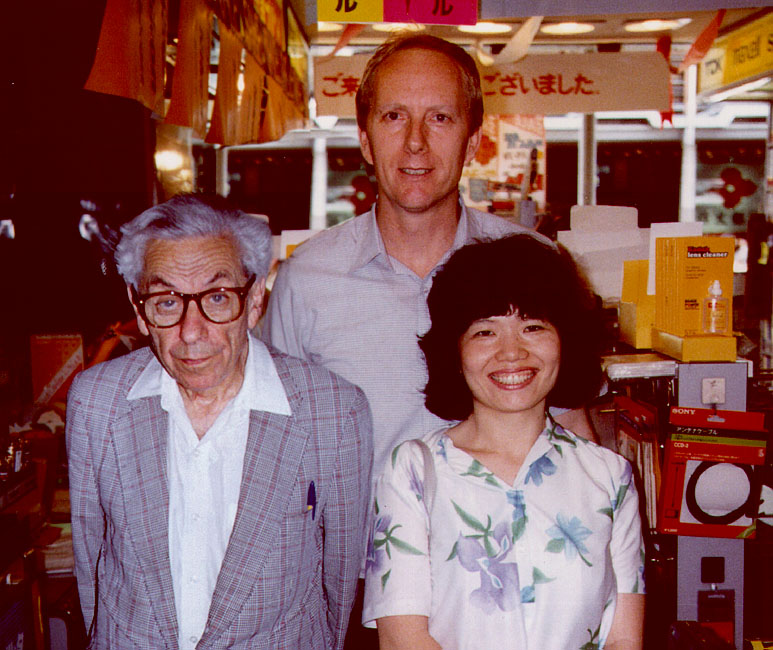
Ronald Graham, su mujer Fan Chung y Paul Erdős (Japón, 1986)

Publicó aproximadamente 320 artículos y cinco libros, incluyendo Matemática Concreta con Donald Knuth y Oren Patashnik.
Estuvo casado con Fan Chung, profesora Akamai de Matemáticas de Internet en la Universidad de California, San Diego. Tuvo cuatro niños: sus hijas Ché, Laura y Christy, y su hijo Marc.
Falleció en La Jolla (California) a los ochenta y cuatro años el 6 de julio de 2020.

## Premios y honores
Ha recibido los siguientes galardones:
- 1971, Premio Pólya inaugural de SIAM en Combinatoria Aplicada.
- 1972, Premio Pólya en su primer año.
- 1990, Premio Carl Allendoerfer del MAA, obtenido por un artículo en coautoría con Fan Chung y Martin Gardner.[10][11]
- 1991, Premio Lester R. Ford de la Asociación Matemática Americana; artículo en coautoría con Frances Yao.
- 1993, Medalla Euler en su primera edición; junto a Claude Berge.
- 1999, nombrado miembro de la Asociación de Máquinas Computadoras.
- 2003, Premio Steele de la Sociedad Matemática Americana por los logros de su carrera.
- 2012 nombrado miembro de la Sociedad Matemática Americana.[12]

## Libros
- Con Paul Erdős: Old and new results in combinatorial number theory. L’Enseignement Mathématique, 1980
- Con Fan Chung: Erdős on Graphs. His legacy of unsolved problems. A. K. Peters, 1998
- Con Jaroslav Nešetřil (ed.): The mathematics of Paul Erdős. 2 vols. Springer, 1997
- Rudiments of Ramsey Theory. American Mathematical Society, 1981
- Con Donald E. Knuth & Oren Patashnik: Concrete Mathematics: a foundation for computer science. Addison-Wesley, 1989; 1994
- Con Joel H. Spencer & Bruce L. Rothschild: Ramsey Theory. Wiley, 1980;[13] 1990
- Con Martin Grötschel & László Lovász (ed.): Handbook of Combinatorics. MIT Press, 1995
- Con Persi Diaconis: Magical Mathematics: the mathematical ideas that animate great magic tricks. Princeton University Press, 2011 (won the Euler Book Prize)
- Rudiments of Ramsey Theory, Second Edition, American Math Society, (2015)